# 皮奥特·皮斯代尔尼克

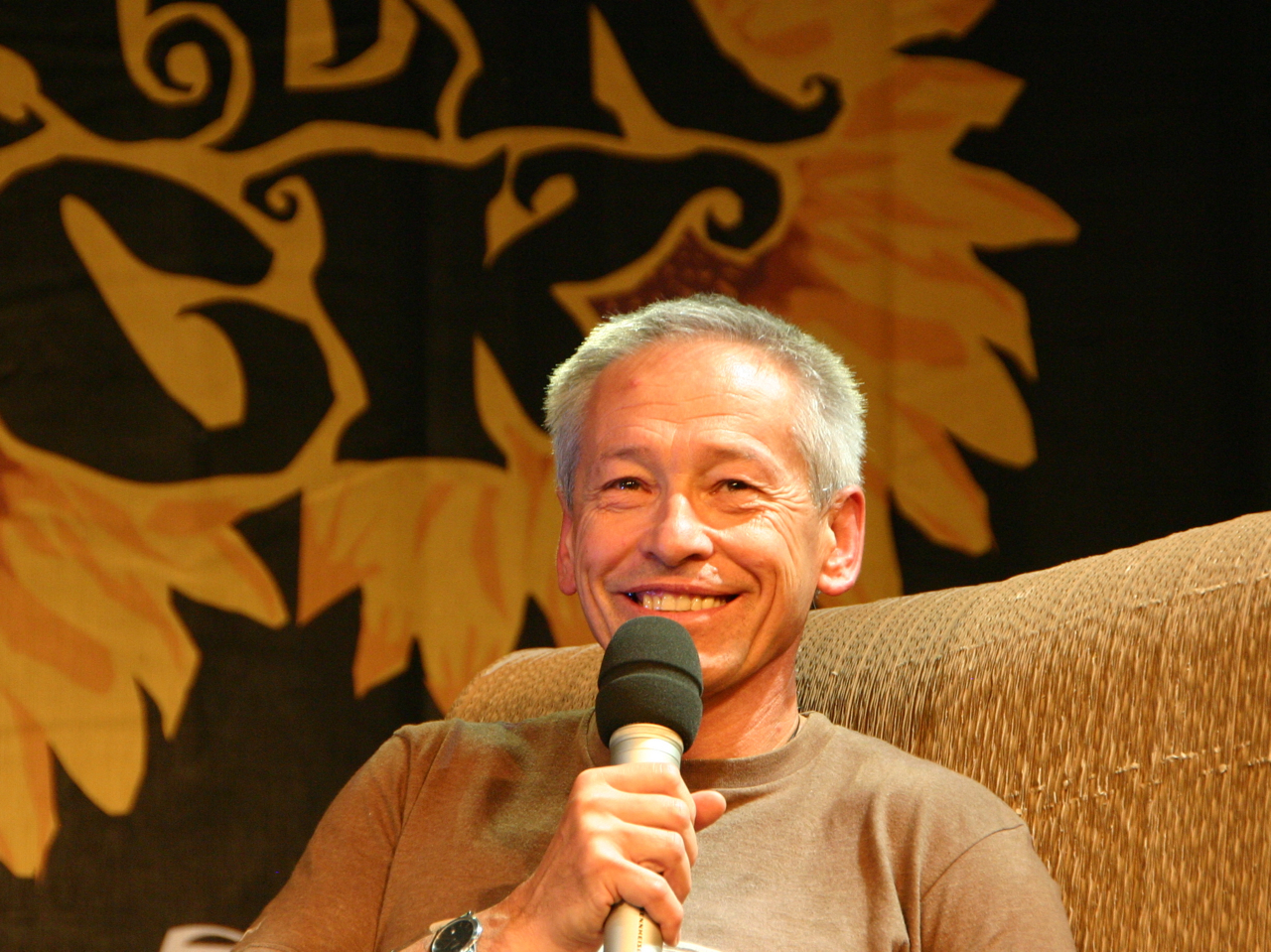
皮奥特·皮斯代尔尼克 (2011)

皮奥特·皮斯代尔尼克（Piotr Pustelnik，1951年7月12日—）是一位波兰登山家。他是继捷西·库库奇卡和克里茨托夫·维利斯基之后第三位登顶全部8000米级山峰的波兰人，是世界上第23位完成这一壮举的人。

## 登顶各座8000米级山峰时间表[1]
- 1990年7月19日 加舒尔布鲁木II峰
- 1992年7月12日 南迦帕尔巴特峰
- 1993年9月24日 卓奥友峰
- 1993年10月6日 希夏邦马峰
- 1994年9月26日 道拉吉里峰
- 1995年5月12日 珠穆朗玛峰
- 1996年7月14日 乔戈里峰
- 1997年7月15日 加舒尔布鲁木I峰
- 2000年5月15日 洛子峰
- 2001年5月15日 干城章嘉峰
- 2002年5月16日 马卡鲁峰
- 2003年5月17日 马纳斯卢峰
- 2006年7月8日 布洛阿特峰
- 2010年4月27日 安纳布尔纳峰